# North London Championships
Die North London Championships waren offene internationale Meisterschaften im Badminton in England. Sie waren eines der bedeutendsten internationalen Badmintonturniere in der Anfangszeit des Sports seit dem ersten Jahrzehnt des 20. Jahrhunderts. Erstmals wurden sie 1907 ausgetragen. Mit der Ausbreitung des Sports über alle Kontinente verloren die Titelkämpfe nach dem Zweiten Weltkrieg an internationaler Bedeutung.

## Sieger
| Saison      | Herreneinzel       | Dameneinzel            | Herrendoppel                            | Damendoppel                                     | Mixed                                       |
| ----------- | ------------------ | ---------------------- | --------------------------------------- | ----------------------------------------------- | ------------------------------------------- |
| 1907 (Feb.) | nicht ausgetragen  | nicht ausgetragen      | George Alan Thomas Albert Davis Prebble | nicht ausgetragen                               | George Alan Thomas Mabel Smith              |
| 1907 (Dez.) | nicht ausgetragen  | nicht ausgetragen      | George Alan Thomas Henry Norman Marrett | Margaret Larminie Meriel Lucas                  | Henry Norman Marrett Mabel Smith            |
| 1908        | nicht ausgetragen  | nicht ausgetragen      | Frank Chesterton Albert Davis Prebble   | Margaret Larminie Meriel Lucas                  | Frank Chesterton Hazel Hogarth              |
| 1909        | nicht ausgetragen  | nicht ausgetragen      | Frank Chesterton Albert Davis Prebble   | Margaret Larminie Meriel Lucas                  | Frank Chesterton Mary K. Bateman            |
| 1910        | nicht ausgetragen  | nicht ausgetragen      | George Alan Thomas Guy Sautter          | Dorothy Lambert Chambers Lavinia Clara Radeglia | Percy Douglas Fitton Lavinia Clara Radeglia |
| 1912        | J. H. Colin Prior  |                        |                                         |                                                 |                                             |
| 1913        | George Alan Thomas | Lavinia Clara Radeglia | George Alan Thomas Frank Chesterton     | Marjorie East Mary K. Bateman                   | George Alan Thomas Margaret Tragett         |
| 1921        |                    | Marjorie Barrett       |                                         |                                                 |                                             |
| 1929        | Frank Hodge        | Marjorie Barrett       |                                         | Marjorie Barrett Violet Elton                   | E. Phillipps Brenda Speaight                |
| 1930        | Frank Hodge        | Marjorie Barrett       | Leslie Nichols Geoffrey Fish            | Betty Uber C. J. Wheatley                       | Gerald Sherwell Betty Uber                  |
| 1933        | Leslie Nichols     | Marjorie Barrett       | Donald C. Hume Frank Hodge              | L. W. Myers Marjorie Henderson                  |                                             |
| 1934        | Ralph Nichols      |                        | Donald C. Hume Frank Hodge              |                                                 |                                             |
| 1935        | Ralph Nichols      | June Goodall           | Leslie Nichols Geoffrey Fish            | Betty Uber Brenda Speaight                      | Ralph Nichols Betty Uber                    |
| 1936        | G. N. Robarts      | Daphne Young           | Ralph Nichols S. Jackson                | L. W. Myers Marjorie Henderson                  | Ralph Nichols Betty Uber                    |
| 1939 1950   | nicht ausgetragen  | nicht ausgetragen      | nicht ausgetragen                       | nicht ausgetragen                               | nicht ausgetragen                           |